# Giannīs Lamprou
Iōannīs Lamprou, detto Giannīs (in greco Ιωάννης "Γιάννης" Λάμπρου?; Karystos, 23 marzo 1921 – 1998), è stato un cestista e altista greco.

## Carriera

### Pallacanestro
In carriera ha militato nel Panathinaikos. Con la maglia della Grecia ha collezionato 23 presenze e 107 punti tra il 1946 e il 1952, vincendo la medaglia di bronzo agli Europei 1949; ha disputato inoltre gli Europei 1951. Nel 1952 ha partecipato alle Olimpiadi di Helsinki, chiuse al 19º posto.

### Atletica leggera
Lambrou ha gareggiato alle Olimpiadi 1948 nel salto in alto, venendo eliminato nella fase di qualificazione. Vanta un record personale di 1,88 m, saltato nel 1948.

## Palmarès
- Campionato greco: 4

Panathinaikos: 1945-46, 1946-47, 1949-50, 1950-51